# Seattle Solidarity Network

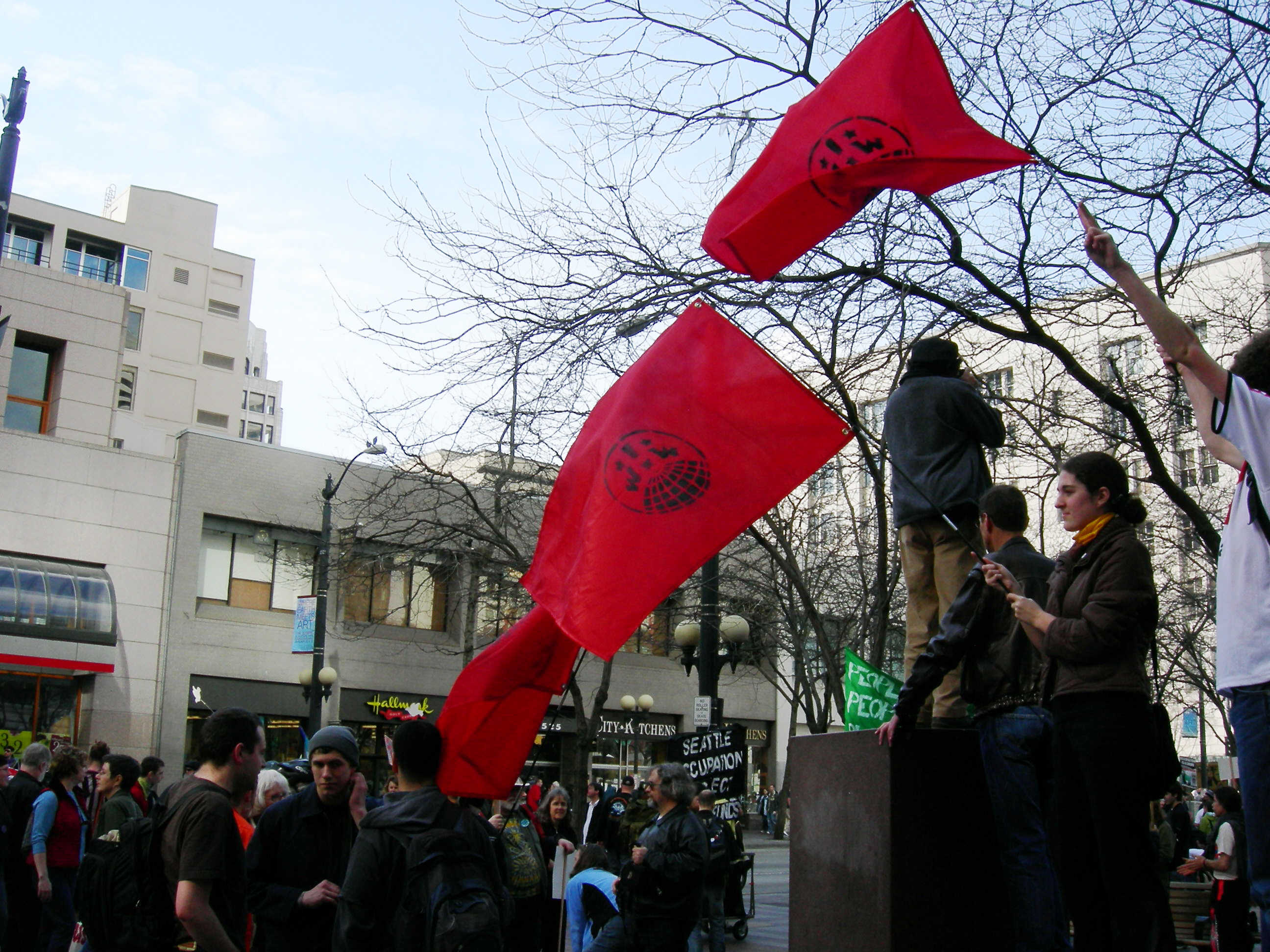
Banderes del sindicat IWW en una manifestació contra la guerra l'any 2007 a Seattle.

Seattle Solidarity Network (Xarxa de Solidaritat de Seattle), coneguda també per l'acrònim SeaSol, és una xarxa ciutadana basada en la solidaritat i el suport mutu per resoldre qüestions quotidianes com el treball o l'habitatge.
Va ser creada l'any 2007 per membres del sindicat Industrial Workers of the World (IWW), militants anarquistes i altres activistes llibertaris a la ciutat de Seattle, per estendre's després per altres ciutats nord-americanes i convertir-se en un model replicable a altres zones del món.
L'experiència es basa a crear una xarxa sense etiquetes ideològiques (les persones que en formen part no tenen per què considerar-se anarquistes o llibertàries) però que es basa en els principis d'horitzontalitat, suport mutu i acció directa. Són els afectats per una situació (conflicte de treball o habitatge, per exemple) els qui prenen les decisions i desenvolupen l'acció col·lectiva sense delegar ni respondre davant cap autoritat central.
L'any 2012 es va publicar el llibre Red de solidaridad de Seattle: Una experiencia de apoyo mutuo y acción directa, facilitant l'adaptació del model a altres contextos geogràfics. El llibre explicava l'experiència i donava instruccions i orientacion metodològiques.